# Juan Llaneras
Juan (of Joan) Llaneras Rossello (Porreres (Mallorca), 17 mei 1969) is een Spaans voormalig wielrenner die op de weg en baan reed.

## Carrière
Juan Llaneras behaalde vele overwinningen in zijn carrière. In 1996, 1998, 2000 en in 2007 werd Llaneras Wereldkampioen puntenkoers. Verder won hij in 1997, 1999 en 2006 de koppelkoers: eenmaal met Miguel Alzamora en tweemaal met Isaac Gálvez. Llaneras was ook succesvol op de weg, voor hij definitief overstapte naar het baanwielrennen. Zo heeft hij de Trofeo Mallorca ooit gewonnen en was hij de beste in een etappe in de Ruta del Sol.
Op 26 november 2006 kwam zijn teamgenoot Gálvez dodelijk ten val tijdens de koppelkoers van de Zesdaagse van Gent, hij en Llaneras stonden op dat moment tweede in de stand. Juan Llaneras dacht erover om te stoppen met de wielersport maar besloot uiteindelijk toch door te gaan. Op zijn eigen Mallorca won hij vervolgens tijdens de Wereldkampioenschappen baanwielrennen 2007 zijn vierde wereldtitel op de puntenkoers. Met tranen in de ogen reed hij zijn ereronde.
Op 16 augustus 2008 werd hij voor de tweede maal olympisch kampioen bij de puntenkoers tijdens de Olympische Zomerspelen 2008 in China. Het was zijn laatste individuele wedstrijd.

## Palmares

### Piste
| Jaar | SK         | WK                            | WB | Overige                                           |
| ---- | ---------- | ----------------------------- | --- | ------------------------------------------------- |
| 1996 |            | Puntenkoers · 8e Ploegkoers   | Cali: · Ploegenachtervolging · Puntenkoers · Athene: · Puntenkoers · Cottbus · Puntenkoers · Havana · Puntenkoers | Olympische Spelen: 6e Puntenkoers                 |
| 1997 |            | Ploegkoers · Puntenkoers      | Cali: · Ploegkoers · Puntenkoers · Trexlertown: · Ploegkoers · 10e Puntenkoers                                    |                                                   |
| 1998 |            | Puntenkoers                   | Cali: · Puntenkoers · Ploegkoers · Victoria: · Ploegkoers                                                         |                                                   |
| 1999 |            | Ploegkoers                    | Mexico: · Ploegkoers · Cali: · Ploegkoers · Frisco: · 6e Puntenkoers · Valencia: · 8e Ploegkoers · 9e Puntenkoers |                                                   |
| 2000 |            | Puntenkoers · Ploegkoers      | Mexico: · Ploegkoers · 8e Puntenkoers · Puntenkoers                                                               | Puntenkoers · 6daagse Grenoble                    |
| 2001 |            | Ploegkoers · 9e Puntenkoers   | Mexico: · Puntenkoers                                                                                             |                                                   |
| 2002 |            | 5e Ploegkoers 10e Puntenkoers | Monterrey: · Ploegkoers · 8e Puntenkoers · Cali: · Puntenkoers                                                    |                                                   |
| 2003 |            | Puntenkoers                   | Moskou: · Puntenkoers · Kaapstad: · Ploegkoers · 8e Puntenkoers · Aguascalientes: · 8e Puntenkoers                |                                                   |
| 2004 | Scratch    | 4e Puntenkoers 9e Koppelkoers | Manchester: · Puntenkoers · Moskou: · 5e Puntenkoers · 10e Ploegkoers                                             | Olympische Spelen: · Puntenkoers · 6e Koppelkoers |
| 2005 |            | Puntenkoers                   | |                                                   |
| 2006 | Ploegkoers | Ploegkoers                    | Los Angeles: · Puntenkoers · 8e Ploegkoers                                                                        |                                                   |
| 2007 |            | Puntenkoers · 4e Ploegkoers   | Peking: · Puntenkoers · 5e Ploegkoers · Sydney: · Ploegkoers · Los Angeles: · 4e Puntenkoers                      |                                                   |
| 2008 |            | 6e Ploegkoers 16e Puntenkoers | Los Angeles: 7e Puntenkoers 10e Ploegkoers                                                                        | Puntenkoers · 6daagse Milaan                      |
| 2009 |            |                               | | 6daagse Rotterdam                                 |

### Weg
1993
1e etappe Ruta del Sol
1994
Trofeo Palma de Mallorca
1e etappe Vuelta a Mallorca
1995
Criterium Platja d'Aro
2008
Criterium Tres Cantos

### Resultaten in voornaamste wedstrijden op de weg
| Jaar | Ronde van Italië | Ronde van Frankrijk | Ronde van Spanje |
| ---- | ---------------- | ------------------- | ---------------- |
| 1992 |                  |                     |                  |
| 1994 |                  |                     |                  |
| 1995 | opgave           |                     |                  |
| 1998 |                  |                     | opgave           |

| Jaar | Milaan-San Remo | Gent-Wevelgem | Ronde van Vlaanderen |
| ---- | --------------- | ------------- | -------------------- |
| 1992 |                 |               | 108e                 |
| 1994 |                 | 70e           |                      |
| 1995 |                 |               |                      |
| 1998 | 115e            | 131e          |                      |

1900: Enrico Brusoni ·
1984: Roger Ilegems
1988: Dan Frost ·
1992: Giovanni Lombardi ·
1996: Silvio Martinello ·
2000: Juan Llaneras ·
2004: Michail Ignatjev ·
2008: Juan Llaneras
Wielerploegen van Juan Llaneras
Ahedo ·
Aldanondo ·
Chozas ·
H. Díaz ·
P. L. Díaz ·
Díaz de Otazu ·
Fuerte ·
Hernández · 
Hodge ·
Jusdado ·
Lejarreta ·
Llaneras ·
Martínez ·
Mauri ·
Pedersen ·
Villanueva · 
J. Weltz ·
K. Weltz ·
Zülle
Ahedo ·
Aiarzagüena ·
Aldanondo ·
Bruyneel ·
H. Díaz ·
P. L. Díaz ·
Díaz de Otazu ·
Fuerte ·
Hodge ·
Jalabert · 
Lejarreta ·
Llaneras ·
Louviot ·
Martínez ·
Mauri ·
Stephens ·
Villanueva · 
J. Weltz ·
K. Weltz ·
Zülle ·
García (stagiair)
Ahedo ·
Aiarzagüena ·
Aldanondo ·
Breukink ·
Bruyneel ·
H. Díaz ·
P. L. Díaz ·
Díaz de Otazu ·
Dufaux ·
F. J. García ·
M. García ·
Hodge ·
Jalabert · 
Leanizbarrutia ·
Llaneras ·
Louviot ·
Martínez ·
Romero ·
Stephens ·
Weltz ·
Zülle
Ahedo ·
Aiarzagüena ·
Aldanondo ·
Breukink ·
Bruyneel ·
H. Díaz ·
Díaz de Otazu ·
R. Díaz ·
Dufaux ·
Etxebarria ·
F. J. García ·
M. García ·
Hernández ·
Jalabert · 
Leanizbarrutia ·
Llaneras ·
Martínez ·
Rincón ·
Rojas ·
Romero ·
Sierra ·
Stephens ·
Zülle ·
Izkara (stagiair)
Barrigón ·
Breukink ·
Bruyneel ·
H. Díaz ·
P. Díaz ·
R. Díaz ·
Díaz de Otazu ·
Etxebarria ·
F. J. García ·
M. García ·
Hernández ·
Jalabert · 
Jonker ·
Leanizbarrutia ·
Llaneras ·
Mauri ·
Pérez ·
Rincón ·
Rojas ·
Sierra ·
Stephens ·
Zülle ·
Cañada (stagiair) ·
Otxoa (stagiair) ·
Rebollo (stagiair) ·
Vicioso (stagiair) 
Andreu ·
Armstrong ·
Baranowski ·
Deramé · 
Hamilton · 
Hincapie · 
Jekimov · 
Jemison · 
Llaneras ·
Meinert-Nielsen · 
Robin ·
Teutenberg · 
Vande Velde ·
Vaughters ·
Villatoro